# Iepenhof (Delft)
Algemene begraafplaats Iepenhof is een begraafplaats in Delft sinds 1969. De begraafplaats is gelegen aan de Hoflaan, direct ten oosten van de A13 en ten noorden van Delfgauw. Rond de begraafplaats zijn volkstuinen.
In 2008 is de bouw gestart van een crematorium. In 2011 is dit in gebruik genomen.

## Begraven
- Hans Dorjee, voetballer en trainer
- Aad Eland, gitarist Nico Haak en de Paniekzaaiers